# Yeonsangun
Yeonsangun è un film del 1961 diretto e prodotto da Shin Sang-ok. Ha un sequel, Pokgun Yeonsan del 1962.

## Trama[1]
Yeonsan è il figlio del re Seongjong. Rimane molto scioccato quando scopre di essere il figlio della regina Yun, deposta ed uccisa tempo prima. Non appena sale al trono, Yeonsan cerca di ripristinare il titolo di regina di sua madre, ma deve affrontare l'opposizione di sua nonna, la regina Insu, e dei suoi cortigiani. Per questo diventa un uomo violento e rude. Inoltre, si abbandona a vizi come il bere e le donne. Una notte sogna sua madre, che gli chiede vendetta. Il giorno seguente, il giovane chiede di farsi raccontare la storia di sua madre da sua nonna, che gli regala le vesti insanguinate che la regina indossava il giorno della sua esecuzione. Quindi, il principe inizia la sua sanguinosa vendetta su tutti coloro che sono legati alla deposizione ed alla conseguente esecuzione della madre.

## Incassi
Al box office incassò 11.288 dollari. È inedito in Italia.

## Riconoscimenti
- Premio Daejong
  - 1962 – Miglior film
  - 1962 – Miglior attore a Shin Young-kyun
  - 1962 – Miglior attrice non protagonista a Han Eun-jin